# معركة لومفانان
دارت معركة لومفانان في 15 أغسطس 1057 بين ماكبث، ملك اسكتلندا، ومايل كولويم ماك دونشادا، الملك المستقبلي مالكولم الثالث. قُتل ماكبث، بعد أن سحب قواته المنسحبة شمالًا لاتخاذ موقف أخير. وفقًا للتقاليد، وقعت المعركة بالقرب من بيل أوف لومفانان في أبردينشاير. ماكبث ستون، على بعد حوالي 300 متر (980 قدمًا) جنوب غرب القشرة، يُقال إنه الحجر الذي تم قطع رأس ماكبث عليه.

## الخلفية
منذ وفاة والده، الملك دنكان، في معركة مع ماكبث، تم إيواء مالكولم من قبل إيرل سيوارد من نورثمبريا. وبدعم من سيوارد، هاجم مالكولم ماكبث لأول مرة في دونسينان عام 1054، وفشل في الفوز بالتاج، ولكن استعاد أراضيه إليه.

## المعركة
بعد انسحابه من الشمال، سيواجه ماكبث مرة أخرى مالكولم في معركة في لومفانان. يبدو أن المعركة نفسها كانت صغيرة نسبيًا، باستثناء وفاة ماكبث.

## ما بعد الكارثة
بعد وفاة ماكبث، توج ابن زوجته لولاش في البداية ملكًا. بعد 18 أسبوعًا، في 1058 قتله مالكولم «بالخيانة» في إيسي، بالقرب من أبردين. عند توليه العرش، بدأ مالكولم، بمساعدة ملكته الإنجليزية، مارغريت، المهمة الطويلة المتمثلة في إزالة الثقافة الغيلية من التيار الرئيسي في اسكتلندا.